# پلاواته
پلاواته (به لاتین: Pelawatte) یک منطقهٔ مسکونی در سری‌لانکا است که در ناحیه کلمبو واقع شده‌است.